# Richard Verderber
Richard Verderber (n. 23 ianuarie 1884, Kočevje, Slovenia – d. 8 septembrie 1955, Viena, Austria) a fost un scrimer austriac, medaliat olimpic. A participat la o ediție a Jocurilor Olimpice (1912) în care a câștigat o medalie de bronz.

## Participări
Lista de mai jos prezintă principalele competiții la care a participat Richard Verderber de-a lungul carierei.
- fencing at the 1912 Summer Olympics – men's foil[*]